# 斯克莱桑
斯克莱桑（法語：Sclessin，法語發音：[sklesɛ̃]）是比利时列日省列日的街区。斯克莱桑原为市镇乌格雷的街区，1977年1月1日，斯克莱桑与列日和邻近的7个市镇合并，组成了今天的列日市镇。斯克莱桑从未成为过市镇，但在部分资料中，斯克莱桑被称作“片区”。